# Kajo Scholz
Kajo Scholz (* 27. Juni 1953 in Kempen am Niederrhein; † 1. Juli 2008 in Essen) war ein deutscher Schriftsteller.

## Leben und Werk
Kajo Scholz studierte Germanistik und Philosophie an der Heinrich-Heine-Universität in Düsseldorf, war Förderpreisträger der Stadt Düsseldorf (1989) und Stipendiat im Künstlerdorf Schöppingen (1990). Er debütierte 1988 mit dem Lyrikband „Das Staunen des Anglers am Haken“ (1988) und publizierte Gedichte, Kurzprosatexte und Rezensionen in Anthologien, Literaturzeitschriften, Kunstkatalogen sowie im Düsseldorfer Handelsblatt. Das Gedicht „Lenz“ fand in der Büchner-Rezeption besondere Beachtung.
Der Lyrikband „Das Staunen des Anglers am Haken“ wurde von der Autorin und Übersetzerin Elena Cîmpan unter dem Titel „Mirarea din cârlig a pescarului – Poezii“ ins Rumänische übersetzt. Mit einem Vorwort von Ioan Radu Văcărescu. Erschienen als zweisprachige Ausgabe bei Editura Armanis, Sibiu 2018. Öffentliche Präsentationen fanden 2018 in Sibiu und Bistrița statt.

## Auszeichnungen
- 1989: Förderpreis für Literatur der Landeshauptstadt Düsseldorf[2]

## Einzeltitel
- Das Staunen des Anglers am Haken. (Gedichte), Sassafras-Verlag, Krefeld 1988.

## Weitere Veröffentlichungen (Auswahl)
- Otto Breicha (Hg.): Protokolle. Zeitschrift für Literatur und Kunst. Wien 1986.
- Theo Breuer: Ein Dach aus Laub. Edition Bauwagen, Itzehoe 2003.
- Literatur am Niederrhein. Zeitschrift für Literatur niederrheinischer Autoren. Krefeld 1998.
- Galerie Art204 (Hg.), Justo Gonzalez Bravo, Galerie Art204, Düsseldorf 2002.
- Rolfrafael Schröer: Wo Worte langsam wachsen. Texte der Literaturstipendiaten des Künstlerdorfes Schöppingen 1989 bis 1993. Tende Verlag, Dülmen-Hiddingsel 1995, ISBN 3-88633-162-8.